# ميكيهيتو أراي
ميكيهيتو أراي (باليابانية: 新井 幹人) (مواليد 14 يونيو 1994)، هو لاعب كرة قدم كان يلعب كمدافع.

## وصلات خارجية
- ميكيهيتو أراي على موقع رابطة كرة القدم اليابانية للمحترفين (اليابانية)
- ميكيهيتو أراي على موقع Soccerway.com (الإنجليزية)